# ساو فيسنتي
ساو فيسنتي هي مقاطعة في الرأس الأخضر، بلغ عدد سكانها 76,107 نسمة وذلك حسب إحصائيات سنة 2009، عاصمتها منديلو.

## مدن توأم
المدن التوأم:
- بورتيماو
- أويرس
- Mafra, Portugal [الإنجليزية]‏.